# Billboard Canadian Hot 100
Billboard Canadian Hot 100 (dawniej Canadian Hot 100) – publikowana od 6 czerwca 2007 roku, jedna z wielu list przebojów regularnie opracowywanych przez amerykański magazyn muzyczny Billboard. Przedstawia ona najpopularniejsze piosenki w Kanadzie; jest kanadyjskim odpowiednikiem Hot 100.
Podobnie jak Hot 100, notowanie oparte jest na sprzedaży cyfrowej oraz częstotliwości nadawania poszczególnych utworów na antenach stacji radiowych. Z Canadian Hot 100 współpracuje obecnie ponad 100 stacji.
Canadian Hot 100 jest pierwszym zestawieniem Billboardu działającym poza granicami Stanów Zjednoczonych.
Pierwszą piosenką, która uplasowała się na szczycie notowania była „Umbrella” Rihanny i Jaya-Z.